# Dendrobium heteroglossum
Dendrobium heteroglossum är en orkidéart som beskrevs av Rudolf Schlechter. Dendrobium heteroglossum ingår i släktet Dendrobium, och familjen orkidéer. Inga underarter finns listade i Catalogue of Life.